# تيد أوسيوس
ثيودور جورج أوسيوس الثالث (بالإنجليزية: Theodore George Osius III)‏ (مواليد 1961) هو دبلوماسي أمريكي وسفير سابق للولايات المتحدة في فيتنام. أوسيوس مثلي الجنس بشكل علني. وقد تزوج من زوجه كلايتون بوند في عام 2006 في فانكوفر، كندا ولديهما طفلان، ابن وابنة.

## النشأة والتعليم
نشأ أوسيوس في أنابولس، ماريلاند. والتحق بمدرسة بوتني في فيرمونت وتخرج منها عام 1979.
التحق أوسيوس بجامعة هارفارد، حيث كتب لجريدة هارفارد كريمسون وحصل على بكالوريوس الآداب في الدراسات الاجتماعية. وتدرب في الجامعة الأمريكية بالقاهرة لمدة عام بعد تخرجه عام 1984. ثم عمل كمراسل تشريعي للسيناتور الأمريكي آل غور من 1985 إلى 1987. التحق أوسيوس لاحقًا بمدرسة بول إتش نيتز للدراسات الدولية المتقدمة بجامعة جونز هوبكنز، وتخرج بدرجة ماجستير الآداب في الاقتصاد الدولي وسياسة الولايات المتحدة الخارجية في عام 1989.
يتحدث أوسيوس بالإضافة إلى اللغة الإنجليزية كلا من اللغة الفيتنامية واللغة الفرنسية واللغة الإيطالية، بالإضافة إلى تحدثه القليل من اللغة العربية واللغة الهندية واللغة التايلندية واللغة اليابانية واللغة الإندونيسية.

## المسار المهني
انضم أوسيوس إلى الخدمة الخارجية الأمريكية في عام 1989. كانت أول مهمة لأوسيوس في مانيلا، الفيلبين من 1989 إلى 1991. وشملت مهامه المبكرة الأخرى الفاتيكان والأمم المتحدة.
كان أوسيوس في عام 1996 من أوائل الدبلوماسيين الأمريكيين الذين عملوا في فيتنام منذ نهاية حرب فيتنام. وساعد في عام 1997 في إنشاء قنصلية الولايات المتحدة في مدينة هو تشي منه. عاد أوسيوس إلى عام 1998 لتقديم المشورة لنائب الرئيس آل غور بشأن الشؤون الآسيوية. أصبح أوسيوس في عام 2001 مسؤول الشؤون البيئية الإقليمية في سفارة الولايات المتحدة في بانكوك، تايلاند. عاد إلى واشنطن العاصمة في عام 2004 ليعمل نائبًا لمدير مكتب الشؤون الكورية في مكتب شؤون شرق آسيا والمحيط الهادئ. تم تعيين أوسيوس في نيودلهي بالهند كوزير سياسي ومستشار.
أصبح أوسيوس في عام 2009 نائب رئيس البعثة في سفارة الولايات المتحدة في جاكرتا بإندونيسيا.
عاد أوسيوس مرة أخرى إلى واشنطن في عام 2012 للعمل كزميل أول في مركز الدراسات الاستراتيجية والدولية. وأصبح أستاذًا مساعدا في جامعة الدفاع الوطني.
تم ترشيح أوسيوس من قبل الرئيس الأمريكي باراك أوباما ليكون سفيرا للولايات المتحدة لدى فيتنام. تم تأكيد أوسيوس من قبل مجلس الشيوخ الأمريكي في نوفمبر 2014. قدم أوسيوس أوراق اعتماده كسفير في 16 ديسمبر 2014 وأنهى مهامه في 4 نوفمبر 2017 وتقاعد بعدها من السلك الدبلوماسي.
أصبح أوسيوس رئيس والرئيس التنفيذي لمجلس الأعمال الأمريكي-أسيان منذ 23 أغسطس 2021.

## الحياة الشخصية
أوسيوس مثلي الجنس بشكل علني. وقد التقى بزوجه المستقبلي كلايتون بوند في عام 2004 الذي كان وقتها ضابط مراقبة في مركز عمليات وزارة الخارجية الأمريكية، في اجتماع للمثليين والمثليات في وكالات الشؤون الخارجية. وتزوجا عام 2006 في فانكوفر، كندا. ولديه مع زوجه بوند طفلان، ابن وابنة.